# Carex minxianensis
Carex minxianensis là một loài thực vật có hoa trong họ Cói. Loài này được S.Yun Liang mô tả khoa học đầu tiên năm 2000.